# Sturmgewehr

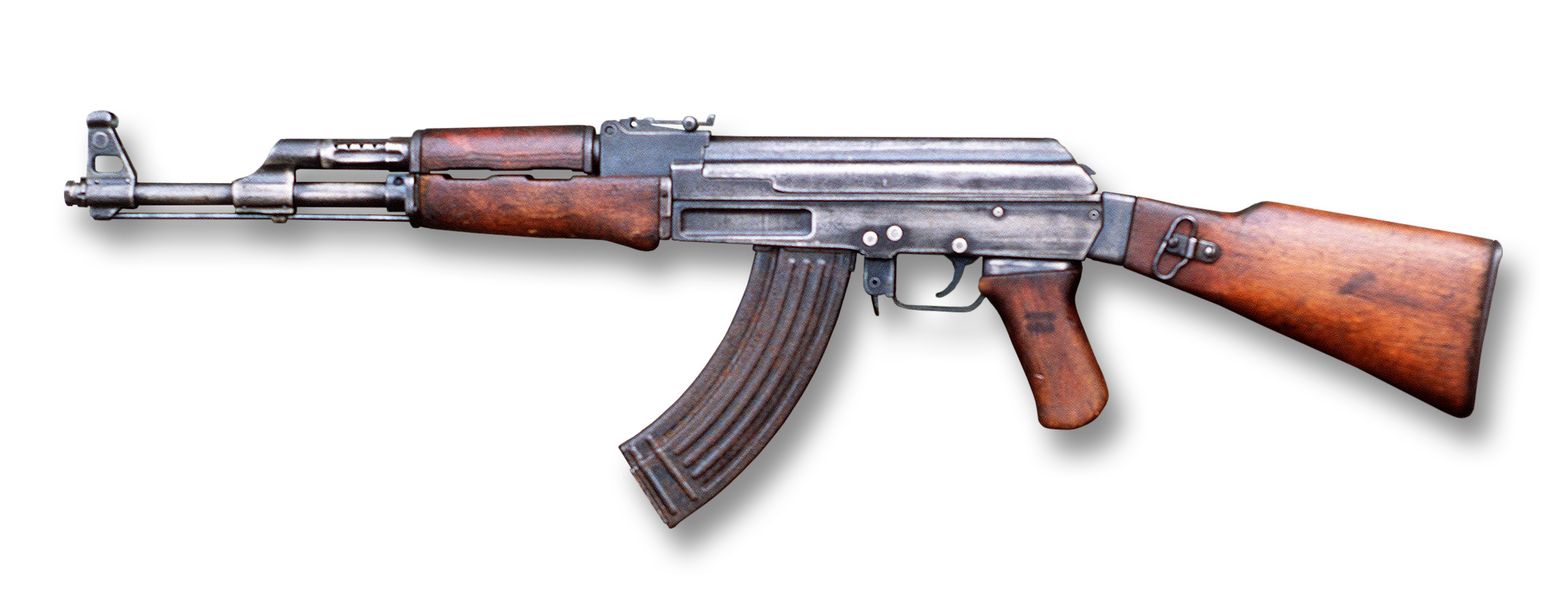
Das AK-47, das am weitesten verbreitete Sturmgewehr der Welt

Ein Sturmgewehr (StGw) ist eine vollautomatische Schusswaffe mittleren Kalibers. Es handelt sich um relativ leichte und kompakte Mehrzweck-Militärgewehre, die waffentechnisch als Maschinenkarabiner gelten. Diese Gewehrart ist bei den meisten Streitkräften als Standardbewaffnung der Infanterie verbreitet.

## Etymologie
Der Begriff Sturmgewehr geht auf die propagandistische Namensgebung der Wunderwaffen im Deutschen Reich in der Zeit des Nationalsozialismus zurück und wurde für das Sturmgewehr 44 (StG 44) benutzt.
Die Bezeichnung Sturmgewehr eignet sich nicht, um eine Handfeuerwaffenkategorie nach technischen Gesichtspunkten klar zu definieren. Die meisten Armeen bezeichnen ihre Ordonnanzgewehre innerhalb ihrer Dienstvorschriften schlicht als Gewehr. Im westdeutschen Sprachgebrauch ist die nicht verbindliche Bezeichnung „Sturmgewehr“ mittlerweile zu einem Gattungsnamen für leichte militärische automatische Gewehre geworden (so wie „Jeep“ für Geländewagen oder „Colt“ für Revolver). Der Begriff „Sturmgewehr“ wird – trotz seiner falschen Ableitung – heute nicht nur in Deutschland verwendet, sondern findet auch bei der Namensgebung moderner automatischer Militärgewehre im deutschsprachigen Raum, wie beispielsweise beim Schweizer Sturmgewehr 57 und dem österreichischen Sturmgewehr 58, Einzug in die offizielle Namensgebung. Der englische Begriff „Assault rifle“ ist keine direkte Übersetzung des Deutschen, sondern geht auf die Art des Gebrauchs der Maschinenpistole durch die deutsche Infanterie im Ersten Weltkrieg zurück.

## Definition
Ein Sturmgewehr hat folgende Eigenschaften:
- Es hat mehrere Feuermodi (Einzel-, Dauerfeuer und/oder Feuerstoß).
- Es verwendet eine Mittelpatrone.
- Die Munitionszuführung erfolgt durch ein abnehmbares Magazin.

Hat eine Waffe nicht alle diese Eigenschaften, ist sie kein Sturmgewehr, z. B.:
Das FN FAL, M14 und G3 sind keine Sturmgewehre, da sie keine Mittel-, sondern Gewehrpatronen (7,62 × 51 mm NATO) verschießen. 
Das Ruger Mini-14 ist kein Sturmgewehr, da es nur einen Feuermodus hat (Einzelfeuer).

## Technik

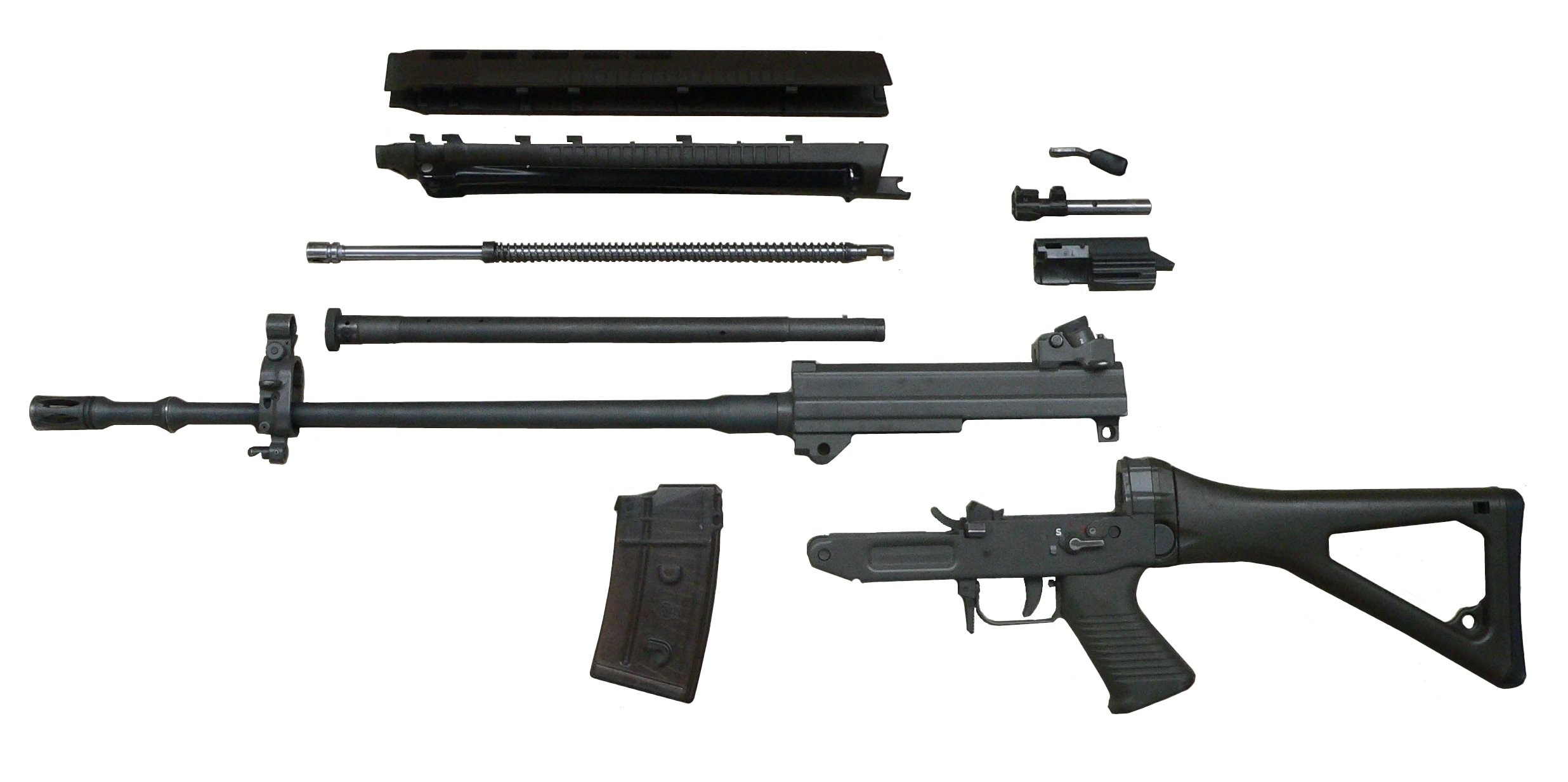
Teilzerlegtes SG550 (von oben nach unten, von links nach rechts): oberer Handschutz, unterer Handschutz, Ladehebel, Drehkopfverschluss, Gasstange mit Feder, Verschlussträger, Gasrohr, Laufbaugruppe, 20-Schuss Magazin, Abzugsgehäuse mit Schulterstütze

Wesentliche Funktionsprinzipien sind Gasdrucklader wie das AK-47 und Rückstoßlader mit Rollenverschluss wie das HK 33. Die Zahl der Gasdrucklader überwiegt, auch aus Gründen der günstigeren Produktionskosten. Im Gegensatz zu den meisten militärisch verbreiteten Maschinenpistolen und Maschinengewehren sind Sturmgewehre üblicherweise aufschießend. 
Aus waffentechnischer Sicht handelt es sich um ein Selbstladegewehr, das durch mehr oder minder umfangreiche Modifikationen für schnelle Einzel- und vollautomatische Schussfolgen optimiert wurde. Diese Modifikationen beinhalten einen vollautomatischen Feuermodus (in etlichen Ausführungen zusätzlich bzw. anstelle des vollautomatischen Feuermodus, einen Feuerstoß-Modus mit der gesteuerten Abgabe einer festen Schussanzahl – zumeist drei Schuss), sowie diverse Änderungen, welche die Waffe wesentlich leichter handhaben lassen: Wechselmagazine erlauben schnelles Nachladen, der Pistolengriff und spezielle Munition machen den Rückstoß besser kontrollierbar, Mündungsfeuerdämpfer verringern das Mündungsfeuer.
Dies sind nicht ausschließliche Merkmale der sogenannten Sturmgewehre. Allein in ihrer Gesamtheit führen sie zu einem Erscheinungsbild, das den landläufigen Sammelbegriff Sturmgewehr geprägt hat. Es ist offensichtlich, dass es zu funktionellen Überschneidungen mit anderen Handfeuerwaffentypen kommt, beziehungsweise dass mehrfache Typenbezeichnungen ähnlicher Handfeuerwaffen gebräuchlich sind, wie Selbstladegewehr, Schnellfeuergewehr, Maschinenkarabiner oder leichtes Maschinengewehr.
Tatsächlich unterscheiden sich die technischen Selbstladeprinzipien eines Sturmgewehrs und einer zivilen Selbstladebüchse nicht wesentlich. Und auch umgekehrt werden die meisten militärischen Sturmgewehre durch technische Einschränkungen als halbautomatische Sportwaffen für den zivilen Absatzmarkt neu aufgelegt (zum Beispiel AKM-47/AK-74 – Norinco Sporter). Hierzu schreibt der Gesetzgeber in Deutschland bestimmte technische Hürden vor, welche die Konvertierung eines Selbstladegewehres in eine vollautomatische Schusswaffe für zivile Nutzer unmöglich machen sollen.

## Geschichte

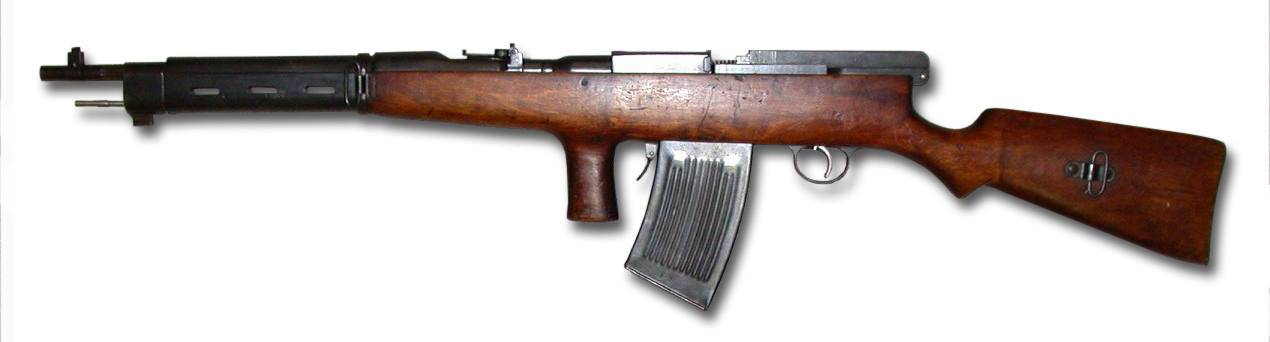
Awtomat Fjodorowa M1916, Vorläufer des Sturmgewehrs

Der Vorläufer des Sturmgewehrs wurde im Jahre 1913 vom Waffenkonstrukteur Wladimir Fjodorow in Russland entwickelt. Dieser verwendete damals die japanische 6,5-mm-Gewehrpatrone des Arisaka-Karabiners. In diesem Sinne war seine Konstruktion, der Automat Fjodorow, ein automatisches Gewehr, das Gewehrpatronen verschoss. Die Kapazitäten der zaristischen Waffenindustrie reichten im Ersten Weltkrieg bei weitem nicht aus, um diese Waffe und dazugehörige Munition in nennenswerter Stückzahl herstellen zu können. Die fehlende Einsicht der Strategen in die Notwendigkeit einer solchen Waffe sowie mangelndes Vertrauen in den einfachen Soldaten, verantwortungsvoll mit dieser „Munition verschlingenden“ Waffe umzugehen, sowie die für die Produktion wesentlich komplizierterer Waffen ungenügende Wirtschaftskraft beschieden den ersten Selbstladegewehren schnell ein vorzeitiges Ende.
Auch in den 1930er-Jahren und zu Beginn des Zweiten Weltkriegs produzierte die Sowjetunion halb- und vollautomatische Gewehre (AWS-36, SWT-38 und SWT-40), deren Produktion aber zugunsten der taktisch höher bewerteten Maschinenpistole in der zweiten Hälfte des Krieges eingeschränkt und schließlich ganz eingestellt wurde.

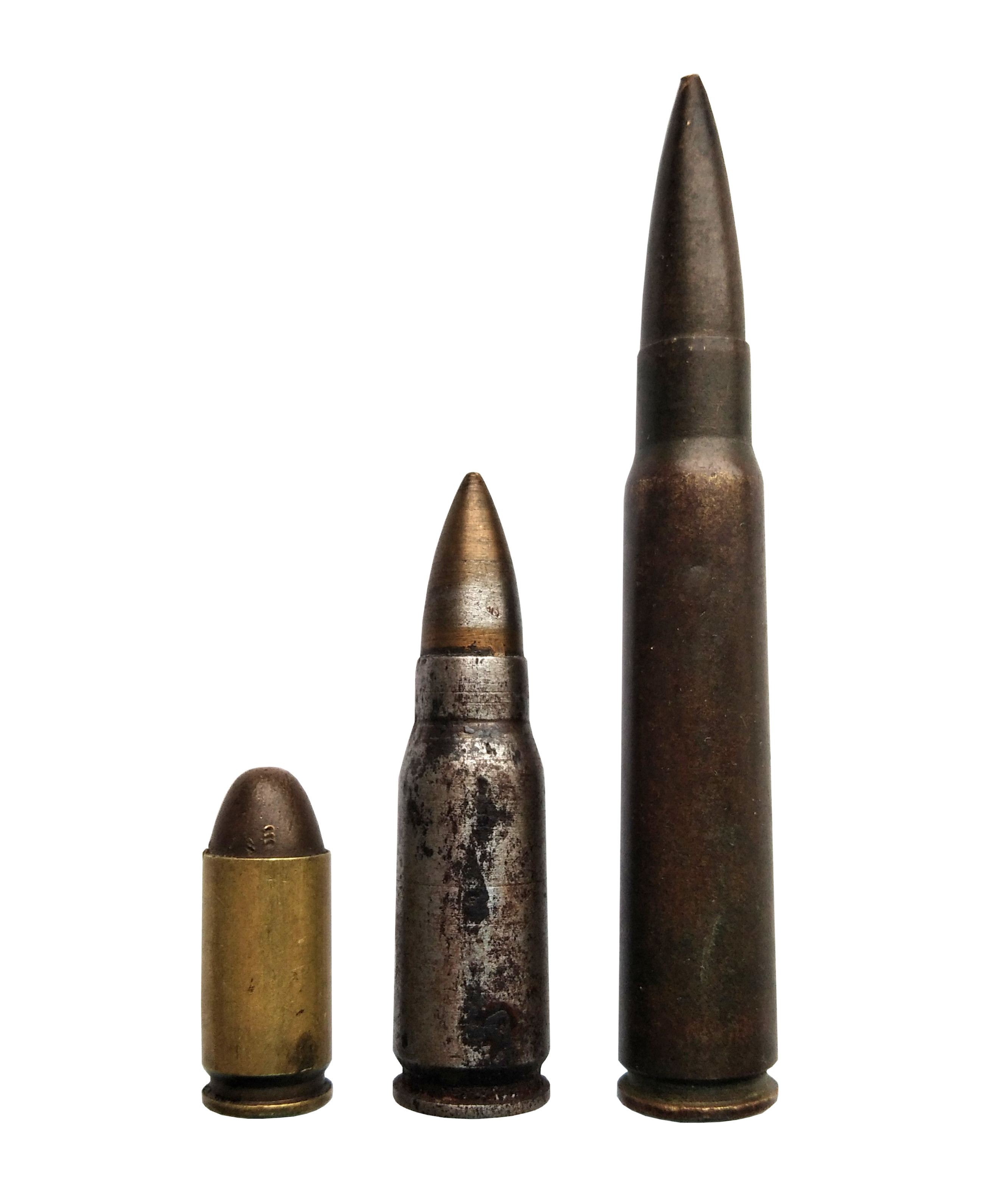
V. l. n. r.:
9 × 19 mm (Pistolenpatrone)
7,92 × 33 mm (Mittelpatrone)
7,92 × 57 mm (Gewehrpatrone)

Ausschlaggebend für die deutschen Entwicklungen des Maschinenkarabiners (Mkb) und später des Sturmgewehrs (StG) war im Vorfeld die Suche nach einer neuen Mittelpatrone. Diese sollte deutlich wirksamer sein als die Pistolenmunition, die aus den Maschinenpistolen MP 38/MP 40 (9 × 19 mm) verschossen wurde, aber wesentlich rückstoßärmer als die vom Karabiner 98 verschossene Infanteriepatrone (7,92 × 57 mm IS). Das führte 1941 zur Entwicklung der Patrone 7,92 × 33 mm, welche die genannten Voraussetzungen erfüllte.
Angesichts der immer deutlicher werdenden zahlenmäßigen Unterlegenheit der Wehrmacht, des rapiden Rückgangs der Zahl in Friedenszeiten sorgfältig ausgebildeter Soldaten und unter dem Eindruck der Feuerüberlegenheit der amerikanischen und sowjetischen Selbstladegewehre zeigte sich die kampftechnische Aufwertung des einzelnen Soldaten mit einer Selbstladewaffe als zwingend notwendig. In Feuergefechten zeigte sich, dass zielgenaues Einzelfeuer bei Kampfentfernungen über 400 m selten effektiv war. Die bis dahin verwendete Gewehrpatrone 8 × 57 mm IS war im dafür vorgesehenen Karabiner 98k mit einer Visierung bis zu 1800 m somit völlig überdimensioniert. Die geringe Feuerrate wurde außerdem den Anforderungen für den Graben- und Häuserkampf nicht gerecht. In vollautomatischen Handfeuerwaffen eingesetzt, erwies sich der harte Rückstoß der Gewehrpatrone insbesondere für ungeübte Schützen als fatal für die Zielgenauigkeit. Die Maschinenpistole (beispielsweise MP 40) dagegen zeigte sich unter anderem in der Schlacht um Kreta im Einsatz gegen mit Selbstladegewehren bewaffnete Kräfte bei Kampfentfernungen oberhalb von 100 m wegen ihrer relativ schwachen Pistolenmunition als zu ineffizient. Letztlich litt die Ausrüstung der Wehrmacht unter der Rohstoffknappheit des Deutschen Reiches und benötigte zudem für eine schnelle Umbewaffnung des Heeres einen hohen monatlichen Waffen- und Munitionsausstoß.

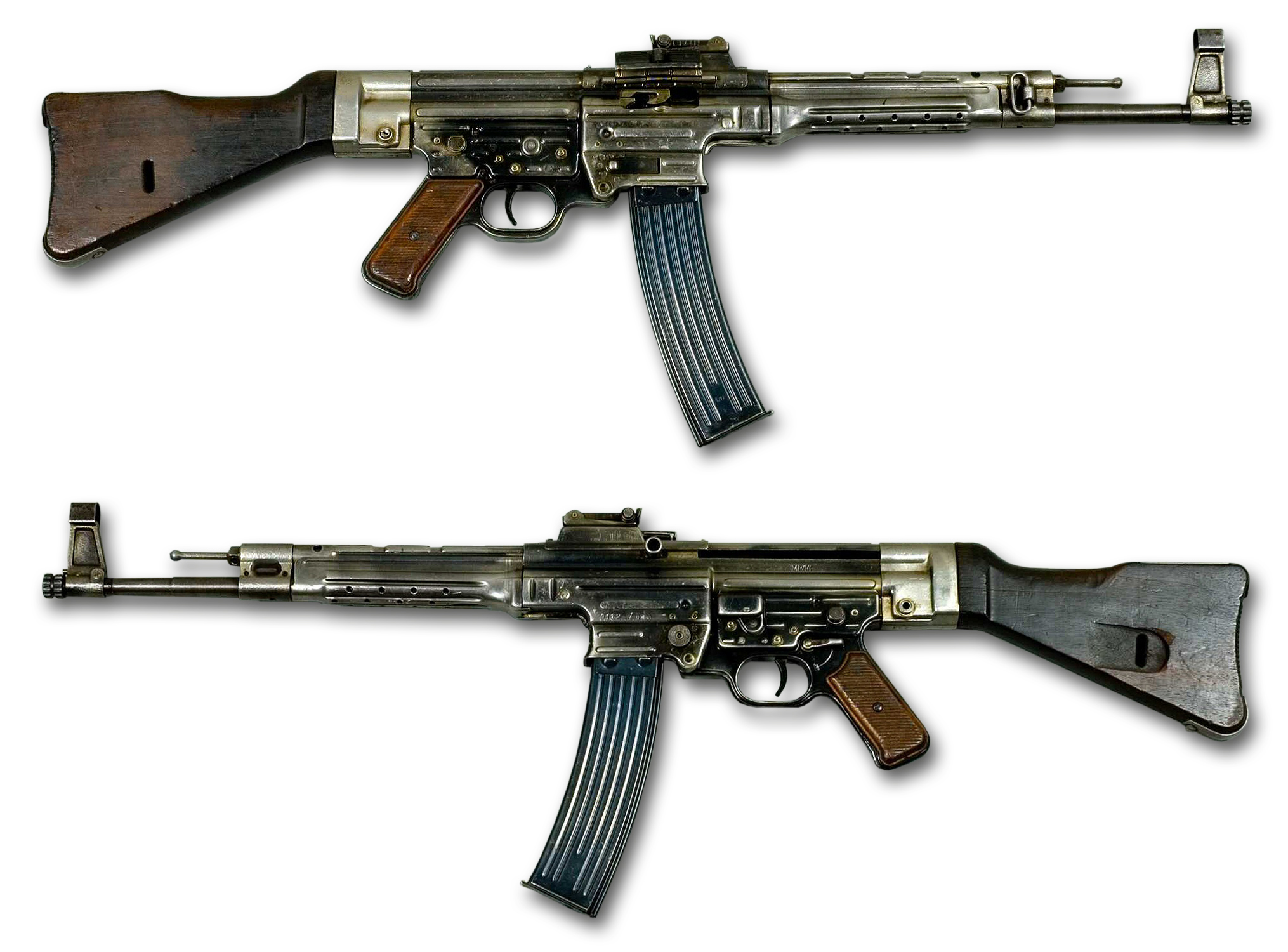
Sturmgewehr 44

Die Summe aus den oben genannten Erkenntnissen, Erfahrungen und Anforderungen führten zur Entwicklung des überwiegend in günstiger Blechprägetechnik hergestellten Maschinenkarabiners 42 und 43 (Mkb 42 / Mkb 43). Da Hitler jedoch zunächst an der Kombination Karabiner Mauser K98k bzw. zukünftiges Selbstladegewehr G43 und Maschinenpistole MP40 in den bekannten Kalibern 8 × 57 mm IS und 9 × 19 mm stur festhielt, verbot er alle weiteren Entwicklungen an der sogenannten „Zwischenpatrone“. Um Hitler zu täuschen, wurde der nächste Mkb in MP 43/1 umbenannt. So sollte Hitler annehmen, dass es sich um eine Maschinenpistole für die Verwendung der bereits vorhandenen 9 mm Parabellum handele; für Entwicklungsarbeiten auf diesem Gebiet gab es offiziell keine Restriktionen. 1944 bekam die Waffe nach einigen Änderungen den Namen MP 44. Durch positive Berichte zur neuen Waffe von der Ostfront wurde die Produktion unter besondere Dringlichkeit gestellt und mit dem suggestiven Namen Sturmgewehr 44 versehen.
Andere Konstruktionen, zum Beispiel das bekannte AK-47 (Automat Kalaschnikow) (Kaliber 7,62 × 39 mm), übernahmen bei eigener Technik das taktische Konzept, das dem StGw 44 zugrunde liegt.
Ende der 1950er-Jahre wurde in der Bundeswehr das Gewehr G3 von Heckler & Koch eingeführt, das auf das Sturmgewehr 45 der beiden Ingenieure Ludwig Vorgrimler und Wilhelm Stähle zurückgeht. Die Waffe, ein Rückstoßlader mit verzögertem Masseverschluss, verschoss keine Mittelpatrone, sondern wieder eine relativ starke Gewehrpatrone 7,62 × 51 mm NATO. Wie das FN FAL von FN oder das US-amerikanische M14 und einige andere Gewehre dieses Kalibers wird es im englischsprachigen Raum als battle rifle (wörtlich: Gefechtsgewehr, korrekte Bezeichnung Schnellfeuergewehr) bezeichnet.

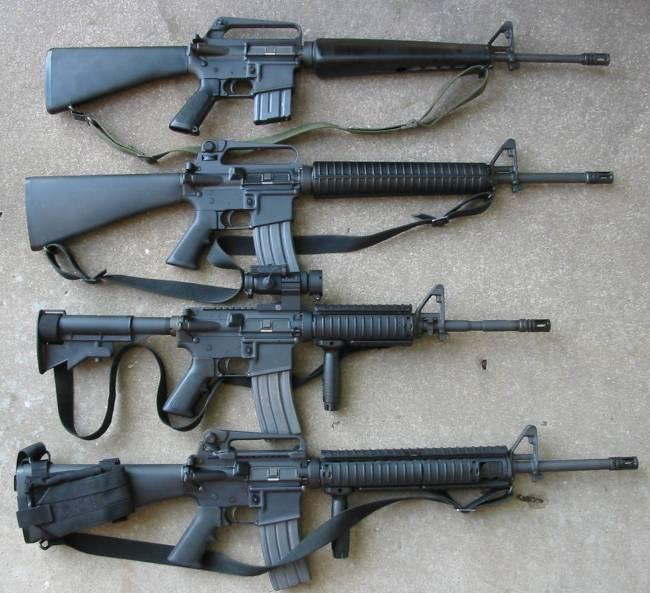
Amerikanisches M16 im Wandel der Zeit (3. von oben: Colt M4 Karabiner)

In den 1960er-Jahren wurde mit dem von Eugene Stoner entwickelten AR 15 (militärische Bezeichnung M16) in den USA und auch als NATO-Standardkaliber die kleinkalibrige Patrone 5,56 × 45 mm (.223 Remington) eingeführt, da das M14 mit dem bisherigen Kaliber 7,62 × 51 mm NATO von den Soldaten im Vietnamkrieg als zu schwer bewertet wurde und vermeintlich nicht genug Munition mitgeführt werden konnte. Dieses Kaliber besaß gegenüber dem alten Kaliber (7,62 × 51 mm) den Vorteil, dass es einerseits rückstoßärmer und die Waffe damit leichter zu beherrschen war, und andererseits durch geringere Größe und Gewicht mehr Munition mitgeführt werden konnte. Der Nachteil dieser Munition ist der geringere Wirkungsgrad, bedingt durch eine stärker abnehmende Geschossgeschwindigkeit als beispielsweise bei der 7,62-mm-Munition, und das geringere Geschossgewicht, was zu einer geringeren zielballistischen Leistung führt. Auch die Tendenz zu kleineren Waffen mit kürzeren Läufen wirkt sich negativ auf die ballistischen Eigenschaften des neuen Geschosses aus. Leichte Maschinengewehre verwenden das Sturmgewehrkaliber und erlauben dem Schützen wesentlich höhere Mobilität.
Die Streitkräfte anderer Länder führten daraufhin ebenfalls Sturmgewehre im Kaliber 5,56 × 45 mm oder 5,45 × 39 mm als Ordonnanzwaffe ein, z. B. das AK-74, Galil, HK 33, FNC, AR70, FAMAS, Steyr AUG, SA80, K1, Typ 89, SIG 550 und G36.
Im zunehmenden Maße wurde faserverstärkter Kunststoff eingesetzt, um die Waffen kosteneffizienter, leichter, widerstandsfähiger, korrosions- und formbeständiger (Holz quillt mit zunehmender Feuchte) und damit präziser zu machen. Die Gestaltungsfreiheit ist ebenfalls höher, was insbesondere bei ergonomisch geformten Teilen von Bedeutung sein kann. Zudem fühlt es sich im Vergleich zu Metall aufgrund der geringeren Wärmeleitfähigkeit bei hohen und niedrigen Temperaturen weniger heiß bzw. kalt an.
Um die Jahrtausendwende wurden diverse Verbesserungen für das Sturmgewehr angestrebt: Zum einen war eine neue Munition gefragt, welche auf kurze Entfernung die Durchschlagskraft von Infanteriepatronen erreichen, dies jedoch mit dem kontrollierbaren Rückstoß bisheriger Mittelpatronen verbinden sollte. Vorschläge wie 6,8 mm konnten sich bisher noch nicht als Standard etablieren. Auch der Small Arms Master Plan der US Army brachte im Bereich der Sturmgewehre kein definitives Ergebnis, doch eines der Nebenprodukte des Programms, das HK XM8, zeigte, dass ein Bedarf an mehr Modularität bestand.
So wurde die aus dem SOPMOD-Konzept hervorgegangene Picatinny-Schiene als NATO-Standard übernommen, obschon sie ursprünglich nur für den Colt M4 Karabiner gedacht war. Das Picatinny-Schienensystem erlaubt die einfache Montage von Zielhilfen und weiterem Zubehör, es findet sich inzwischen in allen Infanteriewaffengattungen. Einige Waffenhersteller trugen den Wunsch nach Modularität noch weiter, so verfügen beispielsweise das FN SCAR und das Bushmaster ACR über einen leicht zu wechselnden Lauf, was die Verwendung mehrerer unterschiedlicher Kaliber erlaubt.